# The Mary Tyler Moore Show

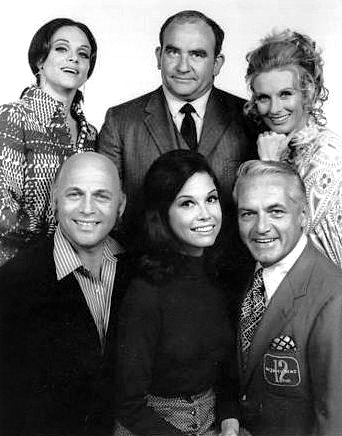
Distribuția din 1970

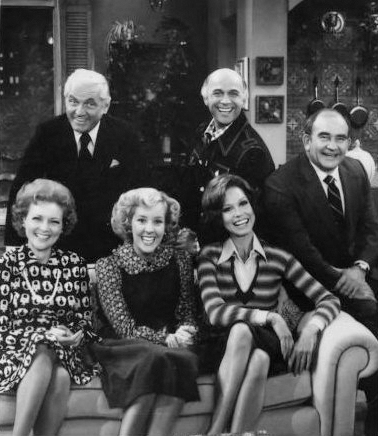
Distribuția din 1977

The Mary Tyler Moore Show (cunoscut și ca Mary Tyler Moore) este un serial de televiziune american sitcom creat de James L. Brooks și Allan Burns⁠(d) și cu actrița Mary Tyler Moore în rolul principal titular. Serialul a fost difuzat inițial pe CBS între 1970 și 1977. Moore a interpretat-o pe Mary Richards⁠(d), o femeie necăsătorită, independentă, concentrată pe cariera ei de producător asociat al unei emisiuni de știri la postul local fictiv WJM din Minneapolis. În alte roluri principale au jucat actorii Ed Asner ca șeful Mariei Lou Grant⁠(d), Gavin MacLeod⁠(d), Ted Knight⁠(d), Georgia Engel și Betty White, cu Valerie Harper⁠(d) ca prietena și vecina Rhoda Morgenstern⁠(d) și Cloris Leachman⁠(d) ca prietena sa și proprietăreasa Phyllis Lindstrom⁠(d).
The Mary Tyler Moore Show s-a dovedit a fi un serial revoluționar în epoca celui de-al doilea val al feminismului; portretizarea unui personaj feminin central care nu era nici căsătorit, nici dependent de un bărbat era o raritate la televiziunea americană în anii 1970. Serialul a fost celebrat pentru personajele sale complexe și liniile narațiunii. The Mary Tyler Moore Show a primit laude consistente din partea criticilor și a avut evaluări foarte bune în timpul difuzării sale originale și a câștigat 29 de premii Primetime Emmy, inclusiv Premiul Emmy pentru cel mai bun serial de comedie trei ani la rând (1975–1977). Moore a primit de trei ori Premiul Emmy pentru cea mai bună actriță într-un serial de comedie. Serialul a avut și trei spin-off-uri: Rhoda⁠(d), Phyllis și Lou Grant. În 2013, Sindicatul Scenariștilor Americani a clasat The Mary Tyler Moore Show pe locul 6 pe lista sa cu „101 cele mai bune seriale TV din toate timpurile”. În lista revistei TV Guide cu Cele mai bune 100 de episoade din toate timpurile s-a clasat pe locul 1 la 28 iunie 1997.

## Distribuție
| Actor            | Rol                          |
| ---------------- | ---------------------------- |
| Mary Tyler Moore | Mary Richards                |
| Ed Asner         | Lou Grant                    |
| Cloris Leachman  | Phyllis Lindstrom (sez. 1–5) |
| Gavin MacLeod    | Murray Slaughter             |
| Betty White      | Sue Ann Nivens               |
| Ted Knight       | Ted Baxter                   |
| Valerie Harper   | Rhoda Morgenstern (sez. 1–4) |
| Georgia Engel    | Georgette Franklin/Baxter    |